# Marianne Josephsson
Ulla Marianne Josephsson, ogift Olsson, född 27 april 1934 i Stora Lundby församling i Älvsborgs län, är en svensk lärare och barnboksförfattare. Hon är mor till programledaren Katarina Josephsson.
Marianne Josephsson är dotter till köpmannen Venzel Olsson och Rut Gustafsson. Efter akademiska studier blev hon filosofie magister och har bland annat varit folkhögskollärare vid Hagabergs folkhögskola i Södertälje.
Med boken Leka liten stund (1980) gjorde Marianne Josephsson författardebut och kom året efter ut med boken Rävarna och Stora Skuggan (1981) följt av Charlotta och den röda blomman (1985) och Rävarna och den hemliga bryggan (1987).
Marianne Josephsson gifte sig 1956 med prästen Torsten Josephsson (1933–2007) och de fick fyra barn: Anders (född 1958), Staffan (född 1960), Katarina (född 1963) och Charlotta (född 1967).